# Albrecht Libštejnský z Kolovrat
Albrecht II. z Kolowrat a na Libštejně (1463 – 25. květen 1510) byl příslušník libštejnské větve šlechtického rodu Kolowratů. Byl politikem, působil jako karlštejnský purkrabí, královský rádce, královský hofmistr a nejvyšší kancléř Českého království.

## Rodina
Jediný syn kanovníka Hanuše II. (zemřel 1483), a Kateřiny ze Šternberka (zemřela 1465). Oženil se s Annou z Kovárně, vdovou po Hynkovi z Valdštejna, jejich manželství bylo bezdětné.

## Kariéra
Jeho kariéra prudce stoupala, byl rádcem krále Vladislava Jagellonského, karlštejnským purkrabím (1496–1497) a královským hofmistrem (1496–1502). Vrcholu své kariéry dosáhl v letech 1503–1510, kdy zastával úřad nejvyššího kancléře Českého království. Byl oddaným úředníkem krále, a proto měl málo přátel, a to i v rodině.
V roce 1504 se pokusil upevnit vztahy mezi českým královstvím a slezskými stavy. Za to získal velký vliv na krále Vladislava II. Jagellonského, který ho považoval za de facto svého zástupce v zemi. Tím a svým chováním vzbudil Albrecht II. odpor ostatních vysokých zemských a dvorských úředníků. Proto začal spolupracovat s královskými městy, která soupeřila s panstvem o hospodářská práva, aby zvýšil svůj politický vliv. V roce 1507 dokonce s městy uzavřel úmluvu o vzájemné pomoci.
V roce 1505 podepsal úmluvu panských rodů proti Jednotě bratrské. Tento bojovný svazek uzavřeli také Petr z Rožmberka, Jindřich IV. z Hradce, Zdeněk Lev z Rožmitálu, Petr ze Šternberka, Jan ze Švamberka a na Strakonicích, Jan z Kolowrat a na Mašťově, Jan z Kolowrat a na Novém Hradě, Jindřich z Kolowrat, Jiří z Kolowrat, Mikuláš z Kolowrat a řada představitelů dalších významných rodů. Jako nejvyšší kancléř se tak postavil proti Jednotě bratrské a všem nábožensky radikálním živlům, protože jeho cílem bylo dosáhnout sblížení utrakvistů s katolíky.
Byla to doba téměř bezvládí, kdy král sídlil v Budíně a šlechta soupeřila o moc s městy v zemi dopouštěla se i loupeží. Odpor nepřátel vyvrcholil roku 1508 jeho pádem. Na svatojakubském sněmu pak bylo rozhodnuto o přenesení jeho pravomocí na Zdeňka Lva z Rožmitálu – mocného šlechtice s velkými ambicemi. Král mu ale zachoval svou přízeň a v roce 1509 mu daroval panství a hrad Bělá, které zkonfiskoval rodu Gutštejnů za činy, jejichž se dopustili proti jeho majestátu. V roce 1510 ho znovu jmenoval kancléřem království. V témže roce však Albrecht bez dědiců zemřel.

## Majetek
Byl velmi obratný a podařilo se mu zvětšit rodový majetek. Za svého života se Albrecht II. domohl značného majetku. Patřily mu například statky Libštejn, Perštejn, Mělník, Kladruby a Krupka. Panství Lovosice vlastnil společně s klášterem Altzella u Drážďan (zde byl také pohřben). Protože jeho manželství s Annou bylo bezdětné, odkázal svůj majetek nevlastním synům Bernardovi a Janovi z Valdštejna.